# Willem van Manen (advocaat)
Willem Christiaan van Manen (Wassenaar, 9 januari 1934- Amsterdam, 24 mei 2008) was een Nederlands advocaat, cartoonist en cricketspeler. Hij was in dat eerste beroep gespecialiseerd in mediazaken.
Hij was zoon van Pauline Alexandra Sally Moens (1906-1992) en verzekeringsman mr. Hugo van Manen (1903-1983), die 36 keer werd opgesteld in het Nederlands Cricketteam. en enkele jaren voorzitter was van de Koninklijke Nederlandse Cricket Bond. W.C. van Manen was sinds 1961 getrouwd met Bertien van Manen, die later bekend werd als fotografe. Het echtpaar kreeg twee kinderen.
Hij studeerde rechten aan de Universiteit Leiden, alwaar hij in 1958 slaagde voor zijn doctoraal examen. Hij ging na zijn studie werken bij advocatenkantoor Groenewegen Gilthay Veth en daarna "Worst Altes Jolles", later: "Worst & Van Haerslote, dat na fusies bekend werd als NautaDutilh. Hij was jarenlang advocaat van PCM en dan met name voor de Volkskrant en Het Parool. Hij was voor de kranten pleitbezorger voor de vrijheid van meningsuiting. Hij verdedigde die kranten tegen aanklachten omtrent in de ogen van de klagers (vermeende) gekleurde artikelen. De laatste jaren was hij werkzaam bij Kennedy Van der Laan op het gebied van intellectueel eigendom en media, waar hij in 2006 met pensioen ging.
Tussen 1986 en 2004 was hij voorzitter van de Stichting Advocaten voor Advocaten. Een jaar voor zijn vertrek ontving hij daarvoor de prijs van de Nederlandse Juristen Vereniging.
Op het gebied van spotprenten publiceerde hij er een aantal in het NRC Handelsblad en meest toch in het Advocatenblad, deze prenten werden door Kluwer gebundeld tot drie bundels, de zogenaamde pinguïn-serie. Van De meesterpinguïn, vol met karikaturen in de vorm van een in een zwart-witte toga geklede pinguïn, gingen de opbrengsten naar genoemde stichting. Hij publiceerde ook cartoons in het literaire studentenblad Propria Cures.
Een aantal zaken:
- Rob van der Aa had een prent gemaakt (1975) ter ondersteuning van de Boycot Outspan Actie. Outspan was een merk sinasaappels uit Zuid-Afrika, waarbij het in het verlengde van de Apartheid in Zuid-Afrika met de mensenrechten van hun arbeiders niet zo nauw nam. Genoemd actiecomité liet daarop de prent (Outspan Bloedsinaasappels/Pers geen Zuid-Afrikaan uit) maken om in diverse bladen te publiceren  Er kwamen klachten binnen over dit affiche bij de Reclame Code Commissie, die net als het College van Beroep vond dat de affiche in “strijd was met de goede smaak”.. Dit leidde ertoe dat de media de affiche niet plaatsten. De BOA spande daarop een rechtszaak aan, die zijn in eerste instantie verloor, maar in hoger beroep in het gelijk gesteld; zij mocht de prent publiceren.[3]
- het (voortdurend) aandacht vragen voor Argentijnse advocaten, die gevangen waren gezet (jaren tachtig en negentig);
- een zaak tegen zijn voormalige werkgever NautaDutilh over pensioenrechten.

Hij overleed op 74-jarige leeftijd aan kanker en werd begraven op Zorgvlied.